# Poľný Kesov
Poľný Kesov é um município da Eslováquia, situado no distrito de Nitra, na região de Nitra. Tem 10,22 km² de área e sua população em 2018 foi estimada em 665 habitantes.

## Demografia
| Ano:        | 1994 | 2004   | 2014   | 2024   |
| ----------- | ---- | ------ | ------ | ------ |
| Broj ljudi: | 590  | 610    | 644    | 632    |
| Razlika:    |      | +3,38% | +5,57% | -1,86% |

| Ano:               | 2023 | 2024   |
| ------------------ | ---- | ------ |
| Número de pessoas: | 633  | 632    |
| Diferença:         |      | -0,15% |